# غار پناهگاه‌های تیکاب
غار پناهگاه‌های تیکاب مربوط به دوران پیش از تاریخ ایران باستان است و در شهرستان کازرون، تنگ تیکاب واقع شده و این اثر در تاریخ ۱۱ شهریور ۱۳۸۲ با شمارهٔ ثبت ۹۸۲۷ به‌عنوان یکی از آثار ملی ایران به ثبت رسیده است.
لطفا برای دیدن مستند غار تنگ و تیکاب به لینک زیر مراجعه فرمایید 
https://www.aparat.com/v/S7QKu